# Опочки рејон
Опочки рејон (рус. Опочецкий район) административно-територијална је јединица другог нивоа и општински рејон смештен у југозападном делу Псковске области, односно на западу европског дела Руске Федерације.
Административни центар рејона је град Опочка. Према проценама националне статистичке службе Русије за 2016 на територији рејона је живело 16.902 становника, или у просеку око 8,3 ст/км².

## Географија
Опочки рејон смештен је у југозападном делу Псковске области. Обухвата територију површине 2.028,9 км², и по том параметру налази се на 14. месту међу 24 рејона у области. Граничи се са Красногородским рејоном на северозападу, Пушкиногорским и Новоржевским на северу, на истоку је Бежанички, а на југоистоку Пустошки рејон. На југу се граничи са територијом Себешког рејона.
Целокупна рејонска територија налази се у сливном подручју реке Великаје која протиче преко Опочког рејона у смеру југ-север. Рељеф је углавном равничарски, и њиме доминира пространа Псковска низија која се пружа дуж обе обале Великаје. Крајњи западни део рејона је најнижи и ту се налазе бројна замочварена подручја и тресаве, док су источни делови нешто сувљи и благо заталасани. Најважније притоке Великаје на подручју рејона су Иса са Ветом са леве и Алоља, Шест и Кудка са Изгошком са десне стране. На крајњем југоистоку налазе се бројна мања језера ледничког порекла, а највећа међу њима су Веље и Каменоје.

## Историја
Опочки рејон успостављен је 1. августа 1927. као административна јединица тадашњег Псковског округа Лењинградске области. Рејон потом 1935. прелази под надлежност новоосноване Калињинске области (данас Тверска област). Године 1944. постаје делом новоосноване Великолушке области и у њеним границама остаје све до њеног укидања 1957. године, и од тада се налази у границама Псковске области.

## Демографија и административна подела
Према подацима са пописа становништва из 2010. на територији рејона је живело укупно 18.673 становника, док је према процени из 2016. ту живело 16.902 становника, или у просеку 8,3 ст/км². По броју становника Опочки рејон се налази на 8. месту у области. У административном центру рејона граду Опочки живе око две трећине од укупне рејонске популације.
| 1959.  | 1970.  | 1979.  | 1989.  | 2002.  | 2010.  | 2016.   |
| ------ | ------ | ------ | ------ | ------ | ------ | ------- |
| 42.685 | 35.165 | 31.491 | 29.002 | 23.973 | 18.673 | 16.902* |

Напомена:* Према процени националне статистичке службе. 
Према подацима са пописа из 2010. на подручју рејона регистровано је укупно 518 села (од којих је њих 150 било без становника, а у 154 села живело је мање од 5 становника). Рејон је административно подељен на 5 нижестепених општина, 4 сеоске и једну урбану. Једино градско насеље на подручју рејона је град Опочка.

## Саобраћај
Преко територије Опочког рејона пролази деоница међународног аутопута М20 који Санкт Петербург преко Пскова повезује са Витепском и Минском. Од Опочке води магистрални друм ка Себежу и Полацку.